# James Arnold Taylor
James Arnold Taylor (ur. 22 lutego 1969 w Santa Barbara w Kalifornii) – amerykański aktor głosowy. Podkładał głos m.in. pod tytułowego Johnny'ego w serialu animowanym Johnny Test oraz Obi-Wana Kenobiego z serii Gwiezdnych wojen.

## Wybrana filmografia
| Głos i dubbing | Głos i dubbing                   | Głos i dubbing                          | Głos i dubbing |
| Rok            | Tytuł                            | Rola                                    | Uwagi          |
| -------------- | -------------------------------- | --------------------------------------- | -------------- |
| 2005–2006      | A.T.O.M. Alpha Teens On Machines | Axel Manning, Sebastian Manning, Tilian | Głos           |
| 2008–2014      | Gwiezdne wojny: Wojny klonów     | Obi-Wan Kenobi, różne postacie          | Głos           |
| 2007           | Wojownicze Żółwie Ninja          | Leonardo                                | Głos           |
| 2005–2014      | Johnny Test                      | Johnny Test                             | Głos           |
| 2016           | Ratchet & Clank                  | Ratchet                                 | Głos           |
| 2014–2018      | Star Wars: Rebelianci            | Obi-Wan Kenobi                          | Głos           |